# Natalia Sánchez
Natalia Sánchez Molina (Madrid, 27 marzo 1990) è un'attrice spagnola.

## Filmografia parziale

### Cinema
- Clara y Elena, regia di Manuel Iborra (2001)
- Hipnos, regia di David Carreras (2004)
- Los aires difíciles, regia di Gerardo Herrero (2006)
- Los Totenwackers, regia di Ibon Cormenzana (2007)
- El año de la plaga, regia di C. Martín Ferrera (2018)

### Televisione
- Los Serrano - serie TV, 147 episodi (2003-2008)
- Acusados - serie TV, 10 episodi (2009)
- Amar en tiempos revueltos - serie TV, 267 episodi (2011-2012)
- Hospital Valle Norte - serie TV, 10 episodi (2019)
- Gli eredi della terra (Los herederos de la tierra) - serie TV, 3 episodi (2022)
- Ritorno a Las Sabinas - serie TV, 57 episodi (2024)
- Sueños de libertad - serie TV, 22 episodi (2024)